# Bad Apple!!
Bad Apple!! ist ein knapp eineinhalb minütiges Musikstück des japanischen Spieleentwicklers ZUN und ist das siebte Lied auf dem offiziellen Soundtrack zum Danmaku-Videospiel Lotus Land Story, dem vierten Titel aus der Touhou-Spieleserie, das im Jahr 1998 erschien.
Im Spiel ist das Instrumental-Stück als Chiptune im dritten Level des Spiels zu hören. Das Lied weist 161 BPM auf.
Bekanntheit erlangte das Stück durch eine Remix-Version der japanischen Musiker Masayoshi Minoshima und Nomico, welches von einem Schattenpuppen-Musikvideo begleitet wird.
In der internationalen Demoszene erlangte vor allem das 2009 veröffentlichte Musikvideo einen gewissen Bekanntheitsgrad.

## Remix-Version
Im Jahr 2007 wurde eine wesentlich längere Version des Stückes veröffentlicht, in welcher die japanische Sängerin Nomico zu hören ist. Das Lied erschien auf dem Album Lovelight des Dōjin-Musikzirkels Alstroemeria Records, angeführt von Masayoshi Minoshima. Das Stück weist nur geringfügig Gemeinsamkeiten mit dem Originalstück aus dem Jahr 1998 auf, da es lediglich wenige Melodiesamples aus dem Originalwerk nutzt. Es ist das einzige Lied auf Lovelight, in welchem Gesang zu hören ist. Der Text der Neuinterpretation setzt sich mit den Thematiken Depression und Apathie auseinander.
Im Jahr 2008 lud ein Nutzer des Video-Sharingportals Nico Nico Douga ein Video mit einem groben Storyboard des kommenden späteren Musikvideos, welches auf der Neuinterpretation des Stückes basiert mit der Bitte das Stück zu animieren, auf die Plattform. Daraufhin wurden einige Versionen von animierten Videos veröffentlicht, die allerdings allesamt kaum Aufmerksamkeit erregen konnten.
Zwischen Oktober der Jahre 2008 und 2009 arbeitete eine Dōjin-Gruppe rund um Anira an einem Schattenpuppen-Video, welches auf dem zuvor veröffentlichten Storyboard basiert und am 27. Oktober 2009 auf Nico Nico Douga veröffentlicht wurde.
Zum zehnjährigen Jubiläum der Remixversion veröffentlichte der Dōjinzirkel Alstroemeria Records ein Jubiläumsalbum, welches komplett aus verschiedensten Remixversionen des Liedes besteht.
Der Remix selbst erfuhr einige Coverversionen, teilweise in anderen Sprachen und andere Musikrichtungen.

## Einfluss
Das Musikvideo erlangte innerhalb der Demoszene einen gewissen Bekanntheitsgrad und wurde für einige Portierungen auf ältere Computerplattformen verwendet, von denen ausgegangen wurde, dass diese nicht imstande sind, Full Motion Videos abzuspielen. Es erfolgten Portierungen auf:
- einer IBM 5150 mit einer Auflösung von 640 zu 200 Pixeln und 30 Frames pro Sekunde.[6][7]
- der Commodore 64, wo ein zweiminütiger Ausschnitt auf eine Diskette gespeichert wurde.[8]
- die Spielekonsolen Vectrex, Atari 2600, NES, Sega Genesis sowie dem graphischen Taschenrechner der TI-84-Plus-Serie von Texas Instruments.[9][10]
- den Handheld Gameboy Advance[11]
- die Atari STE mit einer Auflösung von 320 zu 200 Pixeln mit 30 Frames pro Sekunde und 50 kHz-Audiospur.[12]
- im Jahr 2019 entwickelte der YouTube-Nutzer otter_us ein Programm, welches auf Python basiert und Bilder in Braille-Muster konvertiert. Mit diesem wurde jeder Frame des Videos konvertiert, in eine Untertitel-Datei konvertiert und als Video mit blankem Hintergrund mit Untertiteln auf YouTube veröffentlicht.[13]
- ein Arduino Mega wurde so programmiert um das Video ohne Audiospur auf 128 zu 176 Pixeln zu konvertieren.[14]
- Sarah Purohit programmierte ihren Epyc-64-Core-Prozessor so um, um eine 16 zu 8 Pixel große Grafik des Videos auf der CPU-Anzeige des Task Managers abzuspielen. Selbiges wurde im gleichen Jahr auch mit dem AMD-Ryzen-Prozessor Threadripper 3990X durchgeführt.[15]
- den RISC-V: Eine Portierung des kompletten Stückes auf den Prozessor.[16]
- dem Reddit-Experiment r/place, wo es mehreren Usern gelang, das gesamte Musikvideo Pixel für Pixel nachzustellen. Jeder User konnte nur alle 5 Minuten einen Pixel setzen.[17]

Aufgrund dessen wird das Stück inzwischen als grafisches Äquivalent zu Hallo-Welt-Programmen für alte Computerversionen bezeichnet.